# Maunsell Crosby
Maunsell Schieffelin Crosby, né à New York le 14 février 1887 et mort en 1931, est un ornithologue, écrivain et agriculteur américain. Fils d’Ernest Howard Crosby, auteur et réformateur notoire ayant siégé à la législature de l’État de New York à la suite de Theodore Roosevelt, il est également le neveu d’Eugene Schieffelin, naturaliste amateur à l’origine de l’introduction de l’Étourneau sansonnet (Sturnus vulgaris) aux États-Unis.
Ses travaux ornithologiques ont servi de référence majeure à Ludlow Griscom pour son ouvrage The Birds of Dutchess County (1933), lequel s’appuie en grande partie sur les observations consignées par Crosby. 

## Biographie
Bing Crosby nait à New York, le 14 février 1887, de l’union d’Ernest Howard Crosby et de Fanny Kendall Schieffelin. Il effectue ses études à la Morristown School (actuelle Morristown-Beard School), située dans le New Jersey, où il obtient son diplôme en 1904. Durant ses trois années d’études dans cet établissement (1901-1904), il cultive un vif intérêt pour l’ornithologie. Cette passion se concrétise, en 1915, par la publication d’un article intitulé « Quelques notes de Morristown, N.J. » dans The Oriole, une revue éditée par le Somerset Hills Bird Club, basé à Somerset Hills (New Jersey). Ce texte relate ses observations ornithologiques durant sa jeunesse, témoignant ainsi de son engagement précoce pour l’étude des oiseaux. 
En 1908, Crosby obtient son baccalauréat à l’Université Harvard, située à Cambridge dans le Massachusetts. Durant son cursus, il intégre l’équipe de cross-country des Harvard Crimson. Une fois diplômé, il entreprend un périple de trois mois en Europe occidentale. Son voyage le conduit à travers l’Angleterre, la France, les Pays-Bas, l’Allemagne ainsi que l’Autriche-Hongrie – territoire correspondant aujourd’hui à l’Autriche et à la Hongrie.
Crosby et le poète John Hall Wheelock sont condisciples à la Morristown School, puis à l’université Harvard. Durant leur deuxième année, ils partagent le même logis. Plus tard, Wheelock devient le témoin de mariage de Crosby. 

### Expéditions ornithologiques
Crosby conduit plusieurs expéditions scientifiques en Amérique centrale et en Amérique du Sud pour le compte du Musée d'histoire naturelle de New York. En 1921, il entreprend une mission au Panama aux côtés de l'ornithologue Ludlow Griscom, au cours de laquelle sont recensées près de cinq cents espèces aviaires. Bon nombre de ces spécimens demeurent alors inconnus de la communauté scientifique américaine.

### Ferme du comté de Dutchess
De retour d’Europe, Crosby reprend la direction de Grasmere, la ferme patrimoniale. Sa mère, Fanny, en a assuré l’exploitation durant quinze années après l’avoir acquise de Margaret Livingston Lee. Lors de cette transaction immobilière, Fanny bénéficie du soutien financier de sa mère, Sarah Minerva Kendall Schieffelin, veuve de Henry Maunsell Schieffelin, en 1894. 
Crosby pratique l'élevage de divers animaux domestiques, dont des bovins des races Jersey, Brown Swiss et Holstein-Friesian, ainsi que des porcins, des volailles (poulets, dindes et canards). Parallèlement, il consacre une partie de ses activités à la culture fruitière (pommiers, poiriers) et maraîchère, produisant notamment des pommes de terre, des haricots et d’autres légumes. 
En 1987, le domaine de Grasmere est inscrit au Registre national des lieux historiques des États-Unis. Cette propriété, édifiée au cours du XVIIIe siècle, est notamment reconnue pour avoir été le lieu de naissance de William Alexander Duer, qui occupa par la suite la présidence du Columbia College, institution aujourd'hui dénommée Université Columbia. 

### Service militaire et gouvernemental
De 1912 à 1913, Crosby œuvre au sein de la Division des forêts de la Commission de conservation de l’État de New York (actuel Département de la conservation de l’environnement). En 1912, il s’engage dans la 10e division d’infanterie de New York avec le grade de sous-lieutenant. Promu premier lieutenant en 1914, il accède au rang de capitaine au sein du Corps des quartiers-maîtres en 1917. La même année, il est appelé sous les drapeaux fédéraux et affecté à l’arsenal de l’État de New York. En août 1917, il est muté au camp Mills. 
Durant son service militaire, Crosby est désigné comme adjoint du gouverneur Charles S. Whitman. Il occupe cette fonction de 1915 à 1917. 

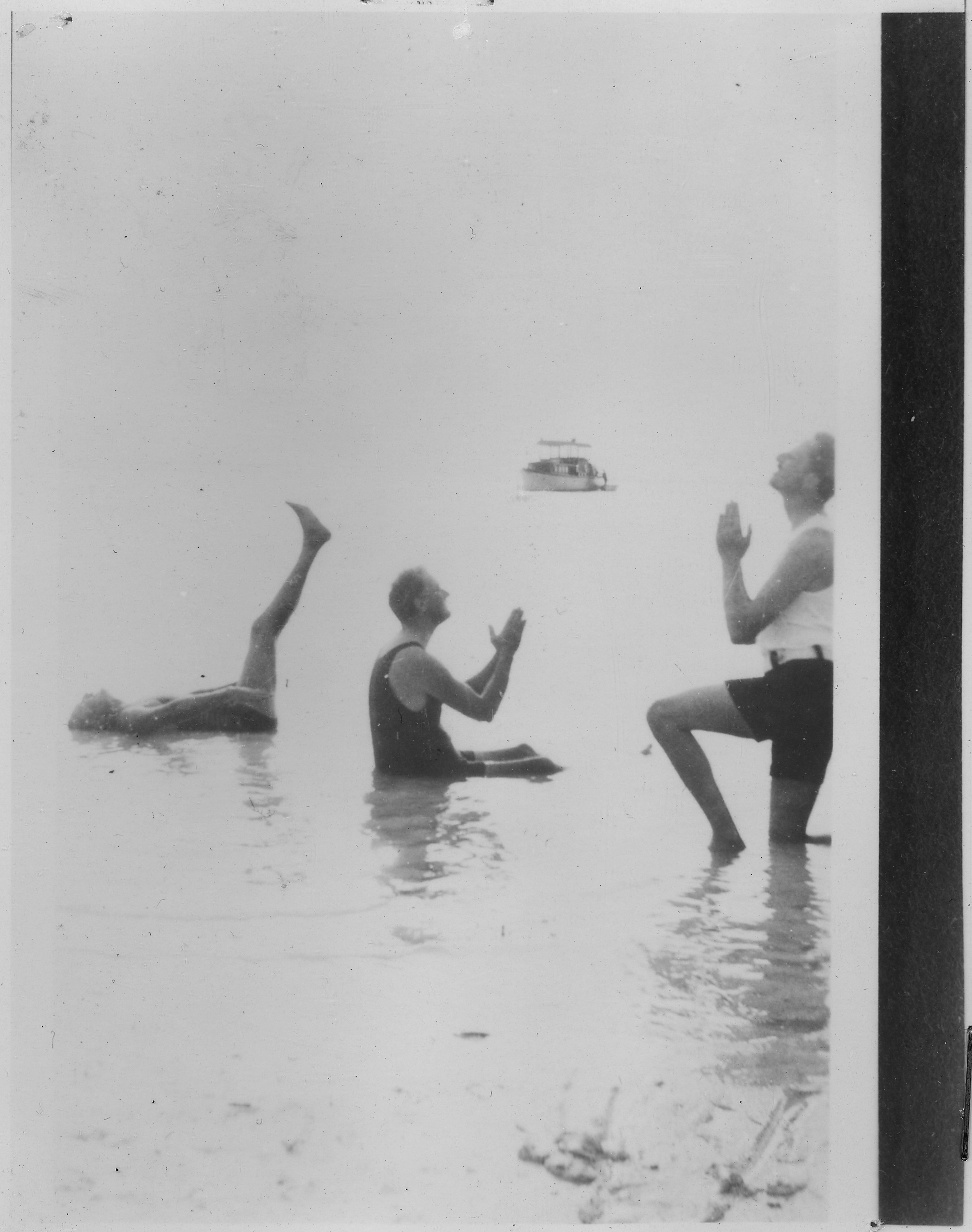
FD Roosevelt, M. Crosby et O. Mosley en Floride, février 1926

## Héritage historique
Crosby entretient une relation amicale étroite avec Franklin Roosevelt lors de leur résidence à Hyde Park, dans l'État de New York. Voisins, ils partagent un vif intérêt pour l'ornithologie,. La bibliothèque présidentielle et le musée Franklin D. Roosevelt conservent, au sein de leur collection dédiée à la vallée de l'Hudson et au comté de Dutchess, plusieurs documents manuscrits de Crosby. Parmi ceux-ci figurent ses carnets d'observations ornithologiques, ses listes d'oiseaux recensés ainsi qu'un journal d'observation en six volumes. Par ailleurs, l'Institution Smithsonian, à Washington, détient dans ses archives ornithologiques une photographie en noir et blanc le représentant.
Crosby noue également une relation amicale avec le célèbre artiste John Butler Yeats. Leur introduction est facilitée par l’écrivain et historien Van Wyck Brooks, qui leur était commun. Yeats réalise plusieurs portraits de Crosby et de son épouse, et partage avec eux des moments à Rhinebeck, où ils séjournent ensemble. 
La petite-fille de Crosby, Susan Schieffelin McCabe Gillotti, a rédigé une étude détaillée retraçant la vie de son aïeul, l’histoire de sa famille ainsi que leurs relations avec Wheelock et les Roosevelt. 

## Famille
Crosby épouse avec Elizabeth Coolidge le 11 juin 1908, durant sa dernière année d'études à Harvard. De cette union naquirent deux enfants : Maunsell Howard Crosby et Helen Elizabeth Crosby. Toutefois, leur mariage prit fin par un divorce en 1916.